# 최기영 (공학자)
최기영(崔起榮, 1955년 8월 30일~)은 대한민국의 교육인이다. 제2대 과학기술정보통신부 장관이다.

## 학력
- 중앙고등학교 졸업
- 1978년 서울대학교 전자공학 학사
- 1980년 한국과학기술원(KAIST) 대학원 전기전자공학 석사
- 1989년 스탠퍼드대학교 대학원 전기공학 박사

## 경력
- 1978 ~ 1983년: 금성전자 연구소 연구원
- 1989 ~ 1991년: 케이던스 SMTS
- 1991 ~ 1995년: 서울대학교 공과대학 교수
- 1995 ~ 2012년: 서울대학교 공과대학 전기공학부 교수
- 2003년: 대한전자공학회 SoC설계연구회 위원장
- 2008년: 국가지정연구실 책임자
- 2009년: 서울대학교 내장형시스템연구센터장
- 2012년 ~ 2019년 9월: 서울대학교 공과대학 전기정보공학부 교수
- 2017년: 국제전기전자공학회 석학회원
- 2017년: 서울대학교 뉴럴프로세싱연구센터장
- 2019년: 반도체공학회 수석부회장
- 2019년 9월 ~ 2021년 5월: 과학기술정보통신부 장관
- 2019년 9월 ~ 2021년 5월: 대통령직속 국가균형발전위원회 당연직위원
- 2019년 9월 ~ 2021년 5월: 국가기후환경회의 위원(정부)
- 2019년 9월 ~ 2021년 5월: 대통령직속 국가생명윤리심의위원회 당연직위원(간사)
- 2019년 9월 ~ 2021년 5월: 대통령직속 일자리위원회 당연직위원
- 2019년 9월 ~ 2021년 5월: 녹색성장위원회 당연직위원

## 가족
동생은 최무영 서울대학교 물리·천문학부이고, 누나는 연세대학교 중어중문학과 교수를 지낸 최영애이며, 매형은 고려대학교 철학과 교수를 지낸 김용옥이다.
배우자는 백은옥 한양대학교 소프트웨어대학 컴퓨터소프트웨어공학부 교수이다. 슬하에 아들과 딸이 있다.